# 長谷部浩一
長谷部 浩一（はせべ こういち、1969年5月5日 - ）は、日本の男性声優。千葉県出身。アーツビジョン所属。

## 略歴
勝田声優学院、日本ナレーション演技研究所卒業。
以前は劇団すごろくに所属していた。

## 人物
役柄としては、元気で真面目な青年を演じる。
趣味・特技はパソコン、ドラム、イタリア語。

## 出演

### テレビアニメ
1998年
- 金田一少年の事件簿（米村）
- 超魔神英雄伝ワタル（ダルマン）
- ふしぎなメルモ（リニューアル版）（神様A、黒松、動物園の飼育係、兵士、動物、デーモン、犬C、片やん、教師、ウェイター、用心棒、刑事A、作業員A、先生、男A、番長、トトオ〈青年〉）
- ポケットモンスター（1998年 - 1999年、アナウンサー）

2000年
- はじめの一歩（竹村）

2001年
- オフサイド（大伴）
- スターオーシャンEX（山賊A）
- Z.O.E Dolores, i（オペレーター）

2002年
- アクエリアンエイジ Sign for Evolution（ガードマン、記者、スタッフ、若手）
- ぱにょぱにょデ・ジ・キャラット（おじいさんD、ブタC）
- ぴたテン（運転手、客C）
- 炎の蜃気楼（亡霊）

2013年
- ポケットモンスター ベストウイッシュ シーズン2 エピソードN（アナウンサー）

2019年
- Dr.STONE（世界の人々）

### 劇場アニメ
- ギルステイン（2002年、ゲリラA）

### OVA
- グラビテーション（1999年、ディレクター）
- 私立荒磯高等学校生徒会執行部（2002年、取り巻きC）

### ゲーム
- ポケモンスタジアム（1998年 - 1999年、スタジアムアナウンサー） - 2作品[注 1]
- Little Lovers 2nd（1998年）
- サモンナイト（2000年 - 2001年、レイド） - 2作品

### ドラマCD
- 青の軌跡3　クリスタル・クラウン（選抜科学者2）
- Weiß kreuz Wish A Dream Collection III THE ORCHID under THE SUN（老人患者）
- EGOISM（報道記者）
- DRAMA CD EREMENTAR GERAD（空賊）※誌上通販CD
- 王様の奴隷（演劇部部長）
- 革命の日（立待匡）
- 続・革命の日（立待匡）
- コールド・ゲヘナ
- スクラップド・プリンセス
- 世界でいちばん大嫌い -しあわせ日和-（男性客）※誌上通販CD
- そりゃもう、愛でしょう2（佐竹）
- DOUBLE CALL2（千堂卓人）
- 銀行員シリーズEXTR 8時半からフォール・イン・ラブ（行員）
- 花とゆめ オリジナルドラマCD 花ざかりの君たちへ（生徒）※誌上通販CD
- REVIVE...〜蘇生〜　CDドラマ“portrait-1”（郵便配達員、上司、実験体）

### 吹き替え
- 緊急救命獣医（レイ）
- ハイテク武装車新バイパー（アーニー・ベイビー、コナー）
- パワーレンジャー・ロスト・ギャラクシー（シントー）
- ブラザーズ&シスターズ

### ナレーション
- シアター・テレビジョン「スプリングマン」（CS放送）
- メタルガン・スリンガー（ゲームボーイアドバンス対応ゲームソフト）※CM

### 舞台
- 劇団すごろく
  - 盲目の俳人 緒方句狂より おゆき -再演-（1999年6月23日 - 27日、新宿SPACE107）
  - 新版 任侠春雨傘（1999年10月・11月）
  - out of the frying ban into the fire -勝手にしやがれ-（2000年3月2日 - 5日） 北山先生 役
  - のれん慕情（2000年10月、新宿SPACE107）
  - 時よとまれ 君はややこしい（2001年3月8日 - 11日、大塚ジェルスホール）
  - 貘に食われた夢（2001年10月31日 - 11月4日、新宿SPACE107）